# Pony Canyon
Pony Canyon Inc. (株式会社ポニーキャニオン Kabushiki gaisha Ponī Kyanion?), cunoscut și sub forma stenografiei Ponican (ぽにきゃん Ponikyan?), este o companie japoneză, înființată la 1 octombrie 1966, care publică muzică, video-uri DVD și VHS, filme și jocuri video. Este afiliată cu grupul media japonez Fujisankei Communications Group. Pony Canyon este un lider major în industria muzicii în Japonia, cu artiștii săi în mod regulat în fruntea topurilor japoneze. Pony Canyon este, de asemenea, responsabil pentru lansarea concertelor înregistrate de la artiștii săi și pentru numeroase producții anime și numeroase producții de film.
Pony Canyon are sediul în Tokyo cu birouri în Taiwan și Coreea de Sud. Are aproximativ 360 de salariați. Pony Canyon deține și casa de recorduri Flight Master.

## Istorie
Compania a fost înființată la 1 octombrie 1966. La 1 august 1970, a fost fondată o altă companie, Canyon Records Inc. În același an, compania și-a schimbat numele în Pony Inc. La 21 octombrie 1987, Pony Inc. și Canyon Records au fuzionat în Pony Canyon Inc.